# Kronehit
A kronehit osztrák kereskedelmi rádió, amely 2001. június 28-án szólalt meg először Bécsben és Alsó-Ausztriában, majd 2004-ben vált országossá. A rádiós formátumok közül a CHR/Top 40 kategóriába sorolható, így a zenei kínálatával főként a fiatalokat célozza meg. Zenei kínálata a legnépszerűbb RnB, Hip-Hop, Rythm Pop és Dance slágerekből áll. Ausztria-szerte kb. 1,1 millió hallgatója van.

## Műsorai
Legnépszerűbb műsora a "Der Kronehit Mach mich munter Morgen" című reggeli műsor. A rádióban a magyar rádióktól eltérően találkozhatunk olyan műsorelemekkel, mint pl. a "10 Hits am Stück": 10 zeneszám reklámok és egyéb megszakítások nélkül, vagy a 18:00-kor kezdődő "Most Wanted" címet viselő szavazós műsor, ahol 6 leghallgatottabb sláger kerül lejátszásra és az első két helyezett zene közül a hallgató dönti el, hogy melyik legyen az első.
Híreket 05:00 és 21:00 között hallhatunk óránként, és közlekedési információkat valamint rövid időjárás-jelentést félóránként.

## Adása Magyarországon
A csatorna Magyarország nyugati területein is fogható a 102.9, 103.2, 103.4, 104.1 és 105.8 MHz-es frekvenciákon.
Adása interneten is hallgatható, és van okostelefonos alkalmazása is.